# Microscopio digitale

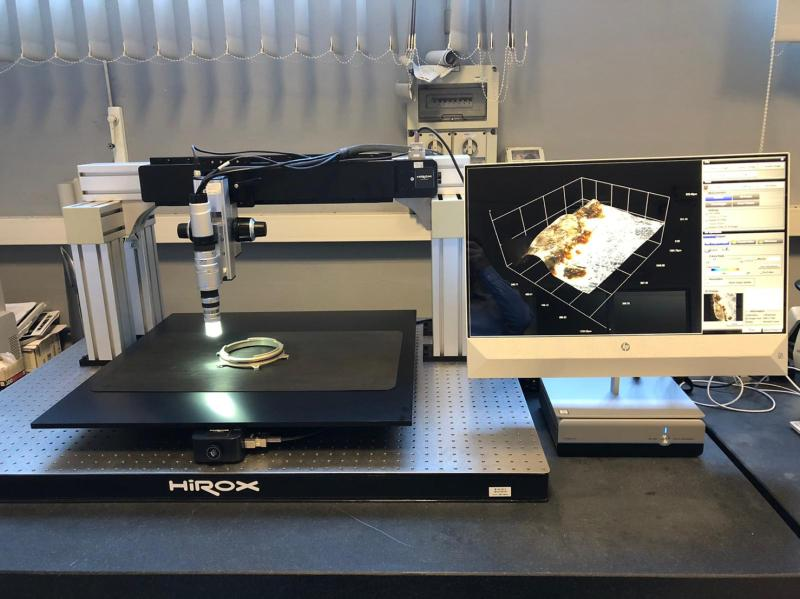
Moderno microscopio digitale montato su stativo completamente motorizzato

Un microscopio digitale è una variante di un microscopio ottico tradizionale che utilizza l'ottica e una fotocamera digitale per trasmettere un'immagine a un monitor, a volte tramite software in esecuzione su un computer. Un microscopio digitale ha spesso una propria sorgente luminosa a LED integrata e differisce da un microscopio ottico in quanto non è previsto l'osservazione diretta del campione attraverso un oculare. Poiché l'immagine è focalizzata sul circuito digitale, l'intero sistema è progettato per l'immagine del monitor. L'ottica per l'occhio umano è stata omessa.
I microscopi digitali possono variare da microscopi digitali USB economici a microscopi digitali industriali avanzati che costano decine di migliaia di dollari. I microscopi commerciali a basso prezzo normalmente omettono l'ottica per l'illuminazione (ad esempio l'illuminazione di Köhler e l'illuminazione a contrasto di fase) e sono più simili alle webcam con un obiettivo macro.

## Storia
Un primo microscopio digitale è stato realizzato da una società di Tokyo, in Giappone, nel 1986, ora nota come Hirox Co. LTD. Comprendeva una unità di controllo, una telecamera un obiettivo collegati a un computer. La connessione originale al computer era analogica attraverso una connessione S-video. Nel tempo tale connessione è stata cambiata in Firewire 800 per gestire una grande quantità di informazioni digitali provenienti dalla fotocamera digitale. Intorno al 2005 hanno introdotto unità all-in-one avanzate che non richiedevano un computer, ma avevano il monitor e il computer integrati. Quindi alla fine del 2015 hanno lanciato sul mercato un sistema che ancora una volta separava il computer, ma si collegava al computer tramite USB 3.0, sfruttando la velocità e la longevità della connessione USB. Anche questo sistema era molto più compatto rispetto ai modelli precedenti con una riduzione del numero di cavi e delle dimensioni fisiche dell'unità stessa. Nel corso degli ultimi vent'anni l'Hrox LTD ha rinnovato la sua produzione di Microscopi Digitali dotandoli di dispositivi sempre più avanzati e adattandoli agli impieghi più disparati.

## Differenze di ingrandimento tra microscopio ottico e microscopio digitale
Una differenza principale tra un microscopio ottico, stereomicroscopio e un microscopio digitale è l'ingrandimento. Con un microscopio stereo, l'ingrandimento viene determinato moltiplicando l'ingrandimento dell'oculare per l'ingrandimento dell'obiettivo. Poiché il microscopio digitale non ha un oculare, non è possibile determinare l'ingrandimento con questo metodo. L'ingrandimento totale di un microscopio digitale è pertanto determinato da quante volte il campione acquisito dalla fotocamera e obiettivo è riprodotto su un monitor. Generalmente le dimensioni del monitor possono cambiare mentre le dimensioni fisiche del pixel della fotocamera utilizzata restano invariate. Di conseguenza, allo scopo di determinare parametri di confronto i numeri di ingrandimento e il campo visivo vengono riferiti all'utilizzo con un monitor da 15". La differenza media di ingrandimento tra un microscopio ottico e un microscopio digitale è di circa il 40%. Pertanto, il numero di ingrandimenti di un microscopio ottico è generalmente inferiore del 40% rispetto al numero di ingrandimento di un microscopio digitale.

## Risoluzione
Prendendo a riferimento un tipico CCD da 2 megapixel, viene generata un'immagine da 1600 × 1200 pixel. La risoluzione dell'immagine dipende dal campo visivo dell'obiettivo utilizzato con la fotocamera. La risoluzione approssimativa dei pixel può essere determinata dividendo il campo visivo orizzontale per 1600. È possibile ottenere una risoluzione maggiore creando un'immagine sub-pixel. Il metodo Pixel Shift utilizza un attuatore per spostare fisicamente il CCD al fine di acquisire più immagini sovrapposte. Combinando le immagini all'interno del microscopio, è possibile generare una risoluzione sub-pixel. Questo metodo fornisce informazioni sui pixel secondari, la media di un'immagine standard è anche un metodo collaudato per fornire informazioni sui pixel secondari.

## Misurazione

### 2D e conteggio particelle
I microscopi digitali di fascia alta hanno la capacità di misurare campioni in 2D. Previo calibrazione su un standard calibrato di riferimento, le misurazioni vengono eseguite sullo schermo misurando la distanza da pixel a pixel. Ciò consente misure di lunghezza, larghezza, diagonale, diametri, raggi, circonferenze e molto altro. Alcuni sistemi consentono di contare le singole particelle di un campione e determinare per ciascuna particella: area, perimetro, fattore di forma, etc. e salvare i dati con formati Microsoft Excel per elaborazioni statistiche

### Misurazione 3D
La misurazione 3D è ottenuta con un microscopio digitale mediante stacking di immagini. Utilizzando un motore passo-passo, il sistema porta le immagini dal [piano focale] più basso nel campo visivo al piano focale più alto. Quindi ricostruisce queste immagini in un modello 3D basato sul [contrasto] per visualizzare su monitor un'immagine a colori tridimensionale del campione. Da questi modelli 3D è possibile effettuare misurazioni di altezze, profili, volumi, etc. , la loro precisione si basa sui passi incrementali del dispositivo di messa a fuoco motorizzato passo/passo dotato di trasduttore e sulla profondità di campo dell'obiettivo.

## Imaging

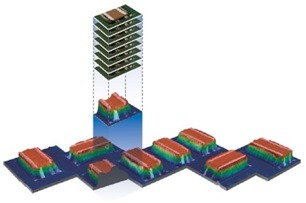
Piastrellatura 2D e multifocus digitale per ottenere una piastrellatura 3D

### Piastrellatura 2D e 3D
La piastrellatura, nota anche come Tiling o mosaico di immagini, può essere eseguita con i sistemi di microscopio digitale più avanzati. Nella piastrellatura 2D l'immagine viene automaticamente affiancata senza soluzione di continuità in tempo reale spostando lo stage XY. La piastrellatura 3D combina il movimento dello stadio XY della piastrellatura 2D con il movimento dell'asse Z della misurazione 3D per creare una panoramica 3D.